# Range Resources
Range Resources – американская независимая нефтегазовая компания. Штаб-квартира располагается в городе Форт-Уэрт, штат Техас. Вся деятельность компании сосредоточена в США: на Юго-Западе, в районе Аппалачских гор и в Мексиканском заливе.

## Руководство
Генеральный директор компании – Джон Пинкертон
Президент компании – Джеффри Вентура